# Eric Fonoimoana
Eric Fonoimoana (Manhattan Beach, 7 de junio de 1969) es un deportista estadounidense que compitió en voleibol, en la modalidad de playa. Participó en los Juegos Olímpicos de Sídney 2000, obteniendo una medalla de oro en el torneo masculino (haciendo pareja con Dain Blanton).

## Palmarés internacional
| Juegos Olímpicos | Juegos Olímpicos   | Juegos Olímpicos | Juegos Olímpicos |
| Año              | Lugar              | Medalla          | Pareja           |
| ---------------- | ------------------ | ---------------- | ---------------- |
| 2000             | Sídney (Australia) | Medalla de oro   | Dain Blanton     |